# Arild Rosenkrantz
Arild Rosenkrantz (født 9. april 1870 på Frederiksborg Slot, død 28. september 1964 på Kaløvig Hvilehjem) var en dansk kunstmaler og baron. Han er begravet på Hornslet Kirkegård. Søn af ministerresident, kammerherre Iver Holger baron Rosenkrantz og hustru Julie Louise, født Mackenzie of Tarbat.

## Uddannelse
Allerede fra sin barndom vidste Arild Rosenkrantz, at han ville være kunstner. Han blev uddannet i Rom og Paris, blandt andet hos freskomaleren Faustini og på Julienes Akademi. 1895 var han på studieophold i USA, hvor han lavede glasmalerier bl.a. for Tiffany. Sidenhen udførte han glasmalerier i en lang række engelske kirker og herregårde. En kirke på Tasmanien har ligeledes ruder udført af Arild Rosenkrantz. I Danmark findes kun et enkelt eksempel, nemlig i Juelsminde Kirke.

## Rudolf Steiner og antroposofien
Fra 1898 boede han fast i London, hvor han fik skabt sig et navn. Hans værker i denne tid er meget præget af jugendstilen og prærafaelitternes figurstil. I 1908 får Arild Rosenkrantz kendskab til den østrigske filosof Rudolf Steiners tanker og idéer. I 1912 møder han Steiner personligt. Det skulle få afgørende betydning for Rosenkrantz' kunstneriske virke. 1914 flyttede han med sin hustru til Schweiz for at deltage i udsmykningen af den antroposofiske center Goetheanum. Steiner lærte Rosenkrantz om farvernes iboende egenskaber.

## Hjem til Danmark
Efter nogle år vendte Arild Rosenkrantz tilbage til London. Skæbnen ville dog, at han skulle tilbringe de sidste 25 år af sit liv i sit fædreland. Arild Rosenkrantz kom til Danmark i efteråret 1939 for at arrangere en udstilling i København i anledning af sin 70 års fødselsdag 9. april 1940. På udstillingens åbningsdag væltede tyske tropper ind over den danske grænse, hvorfor en hjemrejse til London var en umulighed. Slægtninge på Rosenholm Slot tilbød dog Arild og hans hustru fribolig på slottet. Da Arilds engelskfødte kone døde 1944, følte han ikke, at han havde noget at vende hjem til i England. Tværtom havde han på Rosenholm fundet sine rødder, hvorfor han tilbragte 22 år på det østjyske slot. På grund af svagelighed flyttede han dog 1962 på Kaløvig Hvilehjem, hvor han døde som 94-årig i 1964.